# 押立町
押立町（おしたてちょう）は、東京都府中市の地名。現行行政町名は押立町一丁目から押立町五丁目。郵便番号は183-0012（武蔵府中郵便局管区）。

## 地理
府中市東部に位置する。西から時計回りに小柳町、白糸台、調布市飛田給並びに上石原及び稲城市押立・東長沼に隣接し、南には多摩川が流れている。平地であるが標高が低く元は多摩川の氾濫地であり、北側の東西に走る多摩川の浸食によって出来た断崖（ハケ）下に位置する。
- ハケタ道（東京都府中市清水が丘～白糸台） - 押立町ではハケの上の道をハケタ道と呼んでいる[5]。

### 地価
住宅地の地価は、2016年（平成28年）1月1日の公示地価によれば、押立町2丁目23番40外の地点で25万2000円/m2となっている。

## 歴史
1889年（明治22年） の町村制施行から府中市発足までは北多摩郡多磨村に属していた区域に当たる。1954年（昭和29年）4月1日に府中市成立により府中市の一部となり、1963年（昭和38年）に府中市大字押立・車返・上染屋・下染屋・小田分・常久の各一部から成立した。
町名は地名変更前に主に地内を占めていた大字名「押立」を継承した。

## 世帯数と人口
2018年（平成30年）1月1日現在の世帯数と人口は以下の通りである。
| 丁目         | 世帯数    | 人口    |
| ------------ | --------- | ------- |
| 押立町一丁目 | 1,903世帯 | 4,110人 |
| 押立町二丁目 | 729世帯   | 1,724人 |
| 押立町三丁目 | 539世帯   | 1,272人 |
| 押立町四丁目 | 540世帯   | 1,295人 |
| 押立町五丁目 | 629世帯   | 1,489人 |
| 計           | 4,340世帯 | 9,890人 |

## 小・中学校の学区
市立小・中学校に通う場合、学区は以下の通りとなる。
| 丁目         | 番地 | 小学校                 | 中学校                 |
| ------------ | --- | ---------------------- | ---------------------- |
| 押立町一丁目 | 18番地の10〜11、15 19番地の14 21〜27番地 35番地の23、70〜73 36番地の5〜11 37番地の7〜11、24 39番地の1 41〜42番地 | 府中市立南白糸台小学校 | 府中市立府中第六中学校 |
| 押立町一丁目 | その他 | 府中市立小柳小学校     | 府中市立府中第六中学校 |
| 押立町二丁目 | 全域 | 府中市立南白糸台小学校 | 府中市立府中第六中学校 |
| 押立町三丁目 | 24番地 25番地の16 26〜27番地 32番地の4〜7、12 32番地の14、17〜22 32番地の40 33番地                               | 府中市立南白糸台小学校 | 府中市立府中第六中学校 |
| 押立町三丁目 | その他 | 府中市立小柳小学校     | 府中市立府中第六中学校 |
| 押立町四丁目 | 全域 | 府中市立南白糸台小学校 | 府中市立府中第六中学校 |
| 押立町五丁目 | 全域 | 府中市立南白糸台小学校 | 府中市立府中第六中学校 |

## 交通

### 鉄道
| 隣接する街区の駅                                                              |
| ----------------------------------------------------------------------------- |
| 京王線 - 飛田給駅(KO 20) - 武蔵野台駅(KO 21) 西武多摩川線 - 競艇場前駅(SW 05) |

### 道路
- 中央自動車道
  - 稲城インターチェンジ（稲城市方面→高井戸方面の入口、高井戸方面→府中市内方面・稲城市方面の出口のみ）
- 東京都道9号川崎府中線（バイパス）
  - 稲城大橋有料道路

## 施設
- 東京都立府中東高等学校
- 府中市立府中第六中学校
- 車返団地
- 稲城インターチェンジ